# HD81847
HD81847 — хімічно пекулярна зоря спектрального класу B8, що має видиму зоряну величину в смузі V приблизно  8,3.
Вона  розташована на відстані близько 956,5 світлових років від Сонця.

## Фізичні характеристики
Телескоп Гіппаркос зареєстрував фотометричну змінність  даної зорі з періодом    1,41 доби в межах від  Hmin= 8,34 до  Hmax= 8,27.

## Пекулярний хімічний склад
Зоряна атмосфера HD81847 має підвищений вміст 
Si
.